# Atletismo nos Jogos Olímpicos de Verão de 2024 - Decatlo masculino
A prova do decatlo masculino do atletismo nos Jogos Olímpicos de Verão de 2024 ocorreu em 2 e 3 de agosto de 2024 no Stade de France, em Paris. Um total de 22 atletas de 13 Comitês Olímpicos Nacionais (CON) participaram do evento.

## Qualificação
Cada Comitê Olímpico Nacional (CON) poderia inscrever no máximo três atletas qualificados em cada evento individual. Para o decatlo masculino, o período de qualificação foi entre 31 de dezembro de 2022 a 30 de junho de 2024.

## Formato
O decatlo consiste em dez provas de atletismo divididas em dois dias, com um sistema que atribui pontuações para os melhores resultados em cada uma das dez disciplinas. Todos os atletas competem em todas as provas, sem rodadas eliminatórias.

## Calendário
Horário local (UTC+2)
| Data                | Horário                       | Fase                                                                                        |
| ------------------- | ----------------------------- | ------------------------------------------------------------------------------------------- |
| 2 de agosto de 2024 | 10:05 10:55 12:15 18:00 20:50 | 100 metros Salto em distância Arremesso de peso Salto em altura 400 metros                  |
| 3 de agosto de 2024 | 10:05 10:55 13:40 19:10 21:45 | 110 metros com barreiras Lançamento de disco Salto com vara Lançamento de dardo 1500 metros |

## Medalhistas
| Ouro   | NOR Markus Rooth   |
| Prata  | GER Leo Neugebauer |
| Bronze | GRN Lindon Victor  |

## Recordes
Antes desta competição, os recordes mundiais e olímpicos da prova eram os seguintes:
| Tipo | Atleta        | Pontos | Local   | Data                   |
| ---- | ------------- | ------ | ------- | ---------------------- |
|      | Kevin Mayer   | 9126   | Talence | 16 de setembro de 2018 |
|      | Damian Warner | 9018   | Tóquio  | 5 de agosto de 2021    |

## Resultados

### 100 metros
Os seguintes resultados foram estabelecidos na primeira prova do primeiro dia:
| Pos.                                                                  | Bateria | Atleta                | CON                | Tempo | Pontos | Notas                |
| --------------------------------------------------------------------- | ------- | --------------------- | ------------------ | ----- | ------ | -------------------- |
| 1                                                                     | 3       | Damian Warner         | CAN Canadá         | 10.25 | 1035   |                      |
| 2                                                                     | 3       | Ayden Owens-Delerme   | PUR Porto Rico     | 10.35 | 1011   |                      |
| 3                                                                     | 3       | Till Steinforth       | GER Alemanha       | 10.52 | 970    |                      |
| 3                                                                     | 3       | Sven Roosen           | NED Países Baixos  | 10.52 | 970    |                      |
| 5                                                                     | 3       | Ashley Moloney        | AUS Austrália      | 10.56 | 961    |                      |
| 5                                                                     | 3       | Lindon Victor         | GRN Granada        | 10.56 | 961    |                      |
| 7                                                                     | 3       | Ken Mullings          | BAH Bahamas        | 10.60 | 952    |                      |
| 7                                                                     | 3       | Zachery Ziemek        | USA Estados Unidos | 10.60 | 952    |                      |
| 9                                                                     | 2       | Harrison Williams     | USA Estados Unidos | 10.62 | 947    | Recorde da temporada |
| 10                                                                    | 2       | Johannes Erm          | EST Estônia        | 10.64 | 942    |                      |
| 10                                                                    | 2       | Rik Taam              | NED Países Baixos  | 10.64 | 942    |                      |
| 12                                                                    | 2       | José Fernando Santana | BRA Brasil         | 10.66 | 938    | Recorde pessoal      |
| 13                                                                    | 2       | Leo Neugebauer        | GER Alemanha       | 10.67 | 935    |                      |
| 14                                                                    | 1       | Markus Rooth          | NOR Noruega        | 10.71 | 926    | Recorde pessoal      |
| 15                                                                    | 2       | Makenson Gletty       | FRA França         | 10.72 | 924    |                      |
| 16                                                                    | 1       | Sander Skotheim       | NOR Noruega        | 10.78 | 910    | Recorde da temporada |
| 17                                                                    | 1       | Jorge Ureña           | ESP Espanha        | 10.87 | 890    |                      |
| 18                                                                    | 1       | Janek Õiglane         | EST Estônia        | 10.89 | 885    | =                    |
| 19                                                                    | 2       | Heath Baldwin         | USA Estados Unidos | 10.91 | 881    |                      |
| 20                                                                    | 1       | Karel Tilga           | EST Estônia        | 11.01 | 858    | Recorde da temporada |
| 21                                                                    | 1       | Daniel Golubovic      | AUS Austrália      | 11.32 | 791    |                      |
| 22                                                                    | 1       | Niklas Kaul           | GER Alemanha       | 11.34 | 786    | =                    |
| Vento: Bateria 1: +0.9 m/s; Bateria 2: +1.4 m/s; Bateria 3: +0.8 m/s. |         |                       |                    |       |        |                      |

### Salto em distância
Os seguintes resultados foram estabelecidos na segunda prova do primeiro dia:
| Pos. | Grupo | Atleta                | CON                | #1   | #2   | #3   | Distância | Pontos | Notas                | Pontuação geral | Posição geral |
| ---- | ----- | --------------------- | ------------------ | ---- | ---- | ---- | --------- | ------ | -------------------- | --------------- | ------------- |
| 1    | B     | Sander Skotheim       | NOR Noruega        | 8.03 | r    |      | 8.03      | 1068   | Recorde pessoal      | 1978            | 4             |
| 2    | B     | Leo Neugebauer        | GER Alemanha       | 7.76 | 7.70 | 7.98 | 7.98      | 1056   | Recorde da temporada | 1991            | 2             |
| 3    | B     | Markus Rooth          | NOR Noruega        | 7.74 | x    | 7.80 | 7.80      | 1010   |                      | 1936            | 5             |
| 4    | B     | Damian Warner         | CAN Canadá         | 7.79 | 7.57 | x    | 7.79      | 1007   |                      | 2042            | 1             |
| 5    | B     | Johannes Erm          | EST Estônia        | 7.53 | 7.66 | 7.32 | 7.66      | 975    |                      | 1917            | 8             |
| 6    | A     | Ayden Owens-Delerme   | PUR Porto Rico     | 7.37 | x    | 7.66 | 7.66      | 975    | Recorde da temporada | 1986            | 3             |
| 7    | B     | Till Steinforth       | GER Alemanha       | 7.55 | 7.49 | 7.61 | 7.61      | 962    |                      | 1932            | 6             |
| 8    | B     | Sven Roosen           | NED Países Baixos  | x    | 7.56 | r    | 7.56      | 950    | Recorde pessoal      | 1920            | 7             |
| 9    | B     | Lindon Victor         | GRN Granada        | 7.20 | 7.44 | 7.48 | 7.48      | 930    |                      | 1891            | 9             |
| 10   | A     | Harrison Williams     | USA Estados Unidos | 7.42 | 7.31 | 7.37 | 7.42      | 915    |                      | 1862            | 10            |
| 11   | B     | Heath Baldwin         | USA Estados Unidos | x    | 7.38 | x    | 7.38      | 905    |                      | 1786            | 15            |
| 12   | B     | Ken Mullings          | BAH Bahamas        | 7.11 | 7.36 | 7.23 | 7.36      | 900    |                      | 1852            | 11            |
| 13   | A     | Rik Taam              | NED Países Baixos  | 6.81 | 7.06 | 7.27 | 7.27      | 878    | Recorde da temporada | 1820            | 12            |
| 14   | A     | Janek Õiglane         | EST Estônia        | 7.13 | 7.25 | x    | 7.25      | 874    |                      | 1759            | 17            |
| 15   | A     | José Fernando Santana | BRA Brasil         | 6.82 | x    | 7.24 | 7.24      | 871    |                      | 1809            | 13            |
| 16   | A     | Karel Tilga           | EST Estônia        | 7.16 | x    | 7.14 | 7.16      | 852    | Recorde da temporada | 1710            | 20            |
| 17   | B     | Makenson Gletty       | FRA França         | 6.86 | x    | 7.10 | 7.10      | 838    |                      | 1762            | 16            |
| 18   | A     | Niklas Kaul           | GER Alemanha       | 7.03 | 7.09 | 6.89 | 7.09      | 835    |                      | 1621            | 21            |
| 19   | A     | Jorge Ureña           | ESP Espanha        | 7.05 | 6.87 | 6.32 | 7.05      | 826    |                      | 1716            | 19            |
| 19   | B     | Ashley Moloney        | AUS Austrália      | 7.05 | x    | 2.67 | 7.05      | 826    |                      | 1787            | 14            |
| 21   | A     | Zachery Ziemek        | USA Estados Unidos | 6.65 | 6.84 | 6.86 | 6.86      | 781    |                      | 1733            | 18            |
| 22   | A     | Daniel Golubovic      | AUS Austrália      | 6.56 | 6.52 | 6.60 | 6.60      | 720    |                      | 1511            | 22            |

### Arremesso de peso
Os seguintes resultados foram estabelecidos na terceira prova do primeiro dia:
| Pos. | Grupo | Atleta                | CON                | #1    | #2    | #3    | Distância | Pontos | Notas                | Pontuação geral | Posição geral |
| ---- | ----- | --------------------- | ------------------ | ----- | ----- | ----- | --------- | ------ | -------------------- | --------------- | ------------- |
| 1    | B     | Makenson Gletty       | FRA França         | 16.37 | x     | 16.64 | 16.64     | 891    |                      | 2653            | 11            |
| 2    | B     | Leo Neugebauer        | GER Alemanha       | 16.31 | 16.55 | x     | 16.55     | 885    |                      | 2876            | 1             |
| 3    | B     | Karel Tilga           | EST Estônia        | 15.75 | 15.24 | 15.88 | 15.88     | 844    |                      | 2554            | 14            |
| 4    | B     | Lindon Victor         | GRN Granada        | 14.19 | 15.71 | x     | 15.71     | 833    | Recorde da temporada | 2724            | 6             |
| 5    | A     | Harrison Williams     | USA Estados Unidos | 14.25 | 15.26 | 15.66 | 15.66     | 830    | Recorde pessoal      | 2692            | 8             |
| 6    | B     | Markus Rooth          | NOR Noruega        | 14.89 | 15.03 | 15.25 | 15.25     | 805    |                      | 2741            | 4             |
| 7    | B     | Ayden Owens-Delerme   | PUR Porto Rico     | 14.81 | 14.69 | 15.17 | 15.17     | 800    |                      | 2786            | 3             |
| 8    | A     | Sven Roosen           | NED Países Baixos  | 14.73 | 15.10 | x     | 15.10     | 796    | Recorde pessoal      | 2716            | 7             |
| 9    | B     | Zachery Ziemek        | USA Estados Unidos | 15.03 | x     | 14.91 | 15.03     | 792    |                      | 2525            | 17            |
| 10   | B     | Johannes Erm          | EST Estônia        | 14.17 | 14.61 | 14.57 | 14.61     | 766    |                      | 2683            | 9             |
| 11   | A     | Janek Õiglane         | EST Estônia        | 14.58 | 14.15 | 14.44 | 14.58     | 764    |                      | 2523            | 18            |
| 12   | B     | Heath Baldwin         | USA Estados Unidos | 14.48 | 14.18 | x     | 14.48     | 758    |                      | 2544            | 15            |
| 13   | B     | Damian Warner         | CAN Canadá         | 14.41 | 14.45 | 13.92 | 14.45     | 756    |                      | 2798            | 2             |
| 14   | A     | Sander Skotheim       | NOR Noruega        | 13.81 | 13.67 | 14.31 | 14.31     | 747    |                      | 2725            | 5             |
| 15   | A     | Rik Taam              | NED Países Baixos  | 14.27 | 14.23 | 13.97 | 14.27     | 745    |                      | 2565            | 13            |
| 16   | A     | Niklas Kaul           | GER Alemanha       | 13.96 | 14.10 | 14.27 | 14.24     | 743    |                      | 2364            | 21            |
| 17   | B     | Ken Mullings          | BAH Bahamas        | 13.92 | 14.19 | x     | 14.19     | 740    |                      | 2592            | 12            |
| 18   | A     | José Fernando Santana | BRA Brasil         | 13.74 | 13.97 | x     | 13.97     | 727    |                      | 2536            | 16            |
| 19   | A     | Till Steinforth       | GER Alemanha       | 12.65 | 13.96 | 13.71 | 13.96     | 726    |                      | 2658            | 10            |
| 20   | A     | Daniel Golubovic      | AUS Austrália      | 13.49 | 13.78 | 13.89 | 13.89     | 722    |                      | 2233            | 22            |
| 21   | A     | Jorge Ureña           | ESP Espanha        | 13.26 | 13.77 | 13.72 | 13.77     | 714    |                      | 2430            | 20            |
| 22   | A     | Ashley Moloney        | AUS Austrália      | 13.40 | 13.33 | 12.95 | 13.40     | 692    |                      | 2479            | 19            |

### Salto em altura
Os seguintes resultados foram estabelecidos na quarta prova do primeiro dia:
| Pos. | Grupo | Atleta                | CON                | Altura | Pontos | Notas                | Pontuação geral | Posição geral |
| ---- | ----- | --------------------- | ------------------ | ------ | ------ | -------------------- | --------------- | ------------- |
| 1    | B     | Heath Baldwin         | USA Estados Unidos | 2.17   | 963    | Recorde pessoal      | 3507            | 8             |
| 2    | B     | Sander Skotheim       | NOR Noruega        | 2.11   | 906    |                      | 3631            | 2             |
| 3    | B     | Johannes Erm          | EST Estônia        | 2.08   | 878    | Recorde pessoal      | 3561            | 5             |
| 4    | B     | Leo Neugebauer        | GER Alemanha       | 2.05   | 850    |                      | 3726            | 1             |
| 5    | B     | Ken Mullings          | BAH Bahamas        | 2.02   | 822    |                      | 3414            | 12            |
| 5    | B     | Damian Warner         | CAN Canadá         | 2.02   | 822    | Recorde da temporada | 3620            | 3             |
| 7    | A     | Niklas Kaul           | GER Alemanha       | 2.02   | 822    | Recorde da temporada | 3186            | 20            |
| 8    | A     | Ayden Owens-Delerme   | PUR Porto Rico     | 2.02   | 822    | Recorde da temporada | 3608            | 4             |
| 9    | A     | Lindon Victor         | GRN Granada        | 2.02   | 822    |                      | 3546            | 6             |
| 10   | B     | Markus Rooth          | NOR Noruega        | 1.99   | 794    | =                    | 3535            | 7             |
| 11   | A     | Janek Õiglane         | EST Estônia        | 1.99   | 794    |                      | 3348            | 15            |
| 12   | B     | Makenson Gletty       | FRA França         | 1.99   | 794    |                      | 3447            | 10            |
| 13   | A     | Karel Tilga           | EST Estônia        | 1.99   | 794    |                      | 3348            | 14            |
| 14   | B     | Zachery Ziemek        | USA Estados Unidos | 1.96   | 767    |                      | 3292            | 17            |
| 15   | B     | Jorge Ureña           | ESP Espanha        | 1.96   | 767    |                      | 3197            | 19            |
| 16   | B     | Till Steinforth       | GER Alemanha       | 1.96   | 767    |                      | 3425            | 11            |
| 16   | A     | Harrison Williams     | USA Estados Unidos | 1.96   | 767    | Recorde da temporada | 3459            | 9             |
| 18   | A     | Daniel Golubovic      | AUS Austrália      | 1.93   | 740    |                      | 2973            | 21            |
| 19   | B     | José Fernando Santana | BRA Brasil         | 1.93   | 740    |                      | 3275            | 18            |
| 19   | A     | Rik Taam              | NED Países Baixos  | 1.93   | 740    | Recorde da temporada | 3305            | 16            |
| 21   | A     | Sven Roosen           | NED Países Baixos  | 1.87   | 687    |                      | 3403            | 13            |
|      | B     | Ashley Moloney        | AUS Austrália      | DNS    | 0      |                      | DNF             | DNS           |

### 400 metros
Os seguintes resultados foram estabelecidos na quinta prova do primeiro dia:
| Pos. | Bateria | Atleta                | CON                | Tempo | Pontos | Notas                | Pontuação geral | Posição geral |
| ---- | ------- | --------------------- | ------------------ | ----- | ------ | -------------------- | --------------- | ------------- |
| 1    | 3       | Ayden Owens-Delerme   | PUR Porto Rico     | 46.17 | 1000   | Recorde da temporada | 4608            | 2             |
| 2    | 3       | Sven Roosen           | NED Países Baixos  | 46.40 | 988    | Recorde pessoal      | 4391            | 9             |
| 3    | 3       | Harrison Williams     | USA Estados Unidos | 46.71 | 973    |                      | 4432            | 8             |
| 4    | 2       | Sander Skotheim       | NOR Noruega        | 47.02 | 957    | Recorde pessoal      | 4588            | 3             |
| 5    | 3       | Johannes Erm          | EST Estônia        | 47.19 | 949    |                      | 4510            | 5             |
| 6    | 3       | Damian Warner         | CAN Canadá         | 47.34 | 941    | Recorde da temporada | 4561            | 4             |
| 7    | 2       | Makenson Gletty       | FRA França         | 47.48 | 934    | Recorde pessoal      | 4381            | 10            |
| 8    | 2       | Markus Rooth          | NOR Noruega        | 47.69 | 924    | Recorde pessoal      | 4459            | 7             |
| 9    | 2       | Leo Neugebauer        | GER Alemanha       | 47.70 | 924    | Recorde da temporada | 4650            | 1             |
| 10   | 3       | Rik Taam              | NED Países Baixos  | 47.73 | 922    |                      | 4227            | 14            |
| 11   | 2       | Lindon Victor         | GRN Granada        | 47.84 | 917    |                      | 4463            | 6             |
| 12   | 3       | Till Steinforth       | GER Alemanha       | 47.96 | 911    |                      | 4336            | 12            |
| 13   | 1       | Janek Õiglane         | EST Estônia        | 48.02 | 908    | Recorde pessoal      | 4225            | 15            |
| 14   | 2       | Jorge Ureña           | ESP Espanha        | 48.08 | 905    | Recorde da temporada | 4102            | 18            |
| 15   | 2       | Karel Tilga           | EST Estônia        | 48.67 | 877    | Recorde da temporada | 4225            | 15            |
| 16   | 1       | José Fernando Santana | BRA Brasil         | 48.78 | 872    | Recorde pessoal      | 4148            | 17            |
| 17   | 2       | Heath Baldwin         | USA Estados Unidos | 49.04 | 859    |                      | 4366            | 11            |
| 18   | 1       | Niklas Kaul           | GER Alemanha       | 49.13 | 855    |                      | 4041            | 20            |
| 19   | 1       | Ken Mullings          | BAH Bahamas        | 49.43 | 841    | Recorde da temporada | 4255            | 13            |
| 20   | 1       | Daniel Golubovic      | AUS Austrália      | 50.37 | 798    |                      | 3771            | 21            |
| 21   | 1       | Zachery Ziemek        | USA Estados Unidos | 50.79 | 779    |                      | 4071            | 19            |

### 110 metros com barreiras
Os seguintes resultados foram estabelecidos na primeira prova do segundo dia:
| Pos.                                                                  | Bateria | Atleta                | CON                | Tempo | Pontos | Notas                | Pontuação geral | Posição geral |
| --------------------------------------------------------------------- | ------- | --------------------- | ------------------ | ----- | ------ | -------------------- | --------------- | ------------- |
| 1                                                                     | 3       | Damian Warner         | CAN Canadá         | 13.62 | 1024   |                      | 5585            | 1             |
| 2                                                                     | 3       | Ken Mullings          | BAH Bahamas        | 13.70 | 1014   |                      | 5269            | 12            |
| 3                                                                     | 3       | Makenson Gletty       | FRA França         | 13.96 | 980    |                      | 5361            | 9             |
| 4                                                                     | 3       | Sven Roosen           | NED Países Baixos  | 13.99 | 976    |                      | 5367            | 8             |
| 5                                                                     | 3       | José Fernando Santana | BRA Brasil         | 14.00 | 975    |                      | 5123            | 15            |
| 6                                                                     | 3       | Heath Baldwin         | USA Estados Unidos | 14.04 | 969    |                      | 5335            | 11            |
| 7                                                                     | 3       | Ayden Owens-Delerme   | PUR Porto Rico     | 14.09 | 963    |                      | 5571            | 2             |
| 8                                                                     | 2       | Sander Skotheim       | NOR Noruega        | 14.15 | 955    | Recorde da temporada | 5543            | 4             |
| 9                                                                     | 1       | Markus Rooth          | NOR Noruega        | 14.25 | 942    | Recorde da temporada | 5401            | 6             |
| 10                                                                    | 3       | Harrison Williams     | USA Estados Unidos | 14.28 | 939    |                      | 5371            | 7             |
| 11                                                                    | 2       | Jorge Ureña           | ESP Espanha        | 14.29 | 937    |                      | 5039            | 18            |
| 12                                                                    | 2       | Johannes Erm          | EST Estônia        | 14.35 | 930    |                      | 5440            | 5             |
| 13                                                                    | 2       | Till Steinforth       | GER Alemanha       | 14.37 | 927    |                      | 5263            | 13            |
| 14                                                                    | 1       | Janek Õiglane         | EST Estônia        | 14.45 | 917    | Recorde da temporada | 5142            | 14            |
| 15                                                                    | 2       | Leo Neugebauer        | GER Alemanha       | 14.51 | 910    |                      | 5560            | 3             |
| 16                                                                    | 2       | Niklas Kaul           | GER Alemanha       | 14.53 | 907    |                      | 4948            | 19            |
| 17                                                                    | 1       | Lindon Victor         | GRN Granada        | 14.62 | 896    | Recorde da temporada | 5359            | 10            |
| 18                                                                    | 1       | Karel Tilga           | EST Estônia        | 14.66 | 891    | Recorde da temporada | 5116            | 16            |
| 19                                                                    | 1       | Rik Taam              | NED Países Baixos  | 14.78 | 876    |                      | 5103            | 17            |
| 20                                                                    | 1       | Zachery Ziemek        | USA Estados Unidos | 15.11 | 836    |                      | 4907            | 20            |
| 21                                                                    | 2       | Daniel Golubovic      | AUS Austrália      | 15.15 | 831    |                      | 4602            | 21            |
| Vento: Bateria 1: +0.2 m/s; Bateria 2: +0.2 m/s; Bateria 3: +0.7 m/s. |         |                       |                    |       |        |                      |                 |               |

### Lançamento de disco
Os seguintes resultados foram estabelecidos na segunda prova do segundo dia:
| Pos. | Grupo | Atleta                | CON                | #1    | #2    | #3    | Distância | Pontos | Notas                | Pontuação geral | Posição geral |
| ---- | ----- | --------------------- | ------------------ | ----- | ----- | ----- | --------- | ------ | -------------------- | --------------- | ------------- |
| 1    | B     | Lindon Victor         | GRN Granada        | 33.85 | 53.91 | x     | 53.91     | 952    | ODB                  | 6311            | 4             |
| 2    | B     | Leo Neugebauer        | GER Alemanha       | 53.33 | 48.98 | 40.20 | 53.33     | 940    |                      | 6500            | 1             |
| 3    | A     | Karel Tilga           | EST Estônia        | 46.69 | 48.28 | 50.13 | 50.13     | 873    | Recorde da temporada | 5989            | 13            |
| 4    | B     | Zachery Ziemek        | USA Estados Unidos | 47.70 | 50.08 | x     | 50.08     | 872    |                      | 5779            | 17            |
| 5    | B     | Markus Rooth          | NOR Noruega        | 46.67 | 47.60 | 49.80 | 49.80     | 866    | Recorde pessoal      | 6267            | 6             |
| 6    | B     | Damian Warner         | CAN Canadá         | 48.51 | 45.91 | 48.68 | 48.68     | 843    | Recorde da temporada | 6428            | 2             |
| 7    | A     | Harrison Williams     | USA Estados Unidos | 44.84 | 46.33 | 46.91 | 46.91     | 806    | Recorde da temporada | 6177            | 8             |
| 8    | B     | Sven Roosen           | NED Países Baixos  | 46.88 | 45.49 | 44.18 | 46.88     | 806    | Recorde pessoal      | 6173            | 9             |
| 9    | A     | Johannes Erm          | EST Estônia        | 44.30 | 45.34 | 46.29 | 46.29     | 793    | Recorde da temporada | 6233            | 7             |
| 10   | B     | Niklas Kaul           | GER Alemanha       | 46.28 | 45.79 | 43.62 | 46.28     | 793    |                      | 5741            | 19            |
| 11   | A     | Ken Mullings          | BAH Bahamas        | 46.07 | x     | x     | 46.07     | 789    | Recorde pessoal      | 6058            | 12            |
| 12   | A     | Makenson Gletty       | FRA França         | 42.71 | 45.12 | 46.03 | 46.03     | 788    | Recorde da temporada | 6149            | 10            |
| 13   | B     | Sander Skotheim       | NOR Noruega        | 45.28 | 44.52 | 45.77 | 45.77     | 783    |                      | 6326            | 3             |
| 14   | B     | Daniel Golubovic      | AUS Austrália      | 44.65 | 41.34 | 42.61 | 44.65     | 760    |                      | 5362            | 21            |
| 15   | A     | Heath Baldwin         | USA Estados Unidos | 41.24 | 42.96 | 43.66 | 43.66     | 739    |                      | 6074            | 11            |
| 16   | A     | Janek Õiglane         | EST Estônia        | 38.59 | 43.39 | 43.09 | 43.39     | 734    | Recorde da temporada | 5876            | 15            |
| 17   | B     | Ayden Owens-Delerme   | PUR Porto Rico     | 33.80 | 41.08 | 43.36 | 43.36     | 733    |                      | 6304            | 5             |
| 18   | A     | José Fernando Santana | BRA Brasil         | x     | x     | 42.86 | 42.86     | 723    |                      | 5846            | 16            |
| 19   | A     | Till Steinforth       | GER Alemanha       | 41.34 | 39.16 | 42.59 | 42.59     | 717    | Recorde da temporada | 5980            | 14            |
| 20   | A     | Jorge Ureña           | ESP Espanha        | 35.34 | 39.54 | 40.92 | 40.92     | 683    |                      | 5722            | 20            |
| 21   | A     | Rik Taam              | NED Países Baixos  | 38.49 | 39.31 | x     | 39.31     | 651    |                      | 5754            | 18            |

### Salto com vara
Os seguintes resultados foram estabelecidos na terceira prova do segundo dia:
| Pos. | Grupo         | Atleta                | CON                | Altura | Pontos | Notas                | Pontuação geral | Posição geral |
| ---- | ------------- | --------------------- | ------------------ | ------ | ------ | -------------------- | --------------- | ------------- |
| 1    | A             | Janek Õiglane         | EST Estônia        | 5.30   | 1004   | Recorde pessoal      | 6880            | 11            |
| 2    | B             | Markus Rooth          | NOR Noruega        | 5.30   | 1004   | Recorde pessoal      | 7271            | 2             |
| 3    | B             | Harrison Williams     | USA Estados Unidos | 5.10   | 941    |                      | 7118            | 5             |
| 4    | B             | Zachery Ziemek        | USA Estados Unidos | 5.00   | 910    |                      | 6689            | 15            |
| 5    | B             | Leo Neugebauer        | GER Alemanha       | 5.00   | 910    |                      | 7410            | 1             |
| 6    | A             | Lindon Victor         | GRN Granada        | 4.90   | 880    | Recorde da temporada | 7191            | 3             |
| 7    | A             | Niklas Kaul           | GER Alemanha       | 4.80   | 849    |                      | 6590            | 16            |
| 8    | B             | José Fernando Santana | BRA Brasil         | 4.80   | 849    |                      | 6695            | 14            |
| 9    | B             | Ayden Owens-Delerme   | PUR Porto Rico     | 4.80   | 849    |                      | 7153            | 4             |
| 10   | B             | Ken Mullings          | BAH Bahamas        | 4.80   | 849    |                      | 6907            | 9             |
| 11   | B             | Makenson Gletty       | FRA França         | 4.70   | 819    |                      | 6968            | 8             |
| 12   | A             | Sven Roosen           | NED Países Baixos  | 4.70   | 819    |                      | 6992            | 7             |
| 12   | B             | Till Steinforth       | GER Alemanha       | 4.70   | 819    |                      | 6799            | 13            |
| 14   | A             | Karel Tilga           | EST Estônia        | 4.70   | 819    | Recorde da temporada | 6808            | 12            |
| 15   | A             | Heath Baldwin         | USA Estados Unidos | 4.70   | 819    |                      | 6893            | 10            |
| 16   | A             | Rik Taam              | NED Países Baixos  | 4.70   | 819    |                      | 6573            | 17            |
| 17   | B             | Johannes Erm          | EST Estônia        | 4.60   | 790    |                      | 7023            | 6             |
| 18   | A             | Daniel Golubovic      | AUS Austrália      | 4.60   | 790    | =                    | 6152            | 20            |
|      | B             | Sander Skotheim       | NOR Noruega        | NM     | 0      |                      | 6326            | 19            |
| A    | Jorge Ureña   | ESP Espanha           | NM                 | 0      |        | 5722                 | 21              |               |
| A    | Damian Warner | CAN Canadá            | NM                 | 0      |        | 6428                 | 18              |               |

### Lançamento de dardo
Os seguintes resultados foram estabelecidos na quarta prova do segundo dia:
| Pos. | Grupo | Atleta                | CON                | #1    | #2    | #3    | Distância | Pontos | Notas                | Pontuação geral | Posição geral |
| ---- | ----- | --------------------- | ------------------ | ----- | ----- | ----- | --------- | ------ | -------------------- | --------------- | ------------- |
| 1    | B     | Niklas Kaul           | GER Alemanha       | 77.78 | r     |       | 77.78     | 1009   | ODB                  | 7599            | 13            |
| 2    | B     | Janek Õiglane         | EST Estônia        | 71.55 | 71.89 | 69.31 | 71.89     | 918    | Recorde da temporada | 7798            | 4             |
| 3    | A     | José Fernando Santana | BRA Brasil         | x     | 70.58 | 66.36 | 70.58     | 898    | Recorde da temporada | 7593            | 14            |
| 4    | B     | Lindon Victor         | GRN Granada        | 63.73 | 67.02 | 68.22 | 68.22     | 862    | Recorde da temporada | 8053            | 3             |
| 5    | B     | Heath Baldwin         | USA Estados Unidos | 61.40 | 67.59 | 62.97 | 67.59     | 853    |                      | 7746            | 8             |
| 6    | B     | Markus Rooth          | NOR Noruega        | 66.27 | 66.87 | 64.90 | 66.87     | 842    | Recorde pessoal      | 8113            | 1             |
| 7    | B     | Karel Tilga           | EST Estônia        | 64.16 | r     |       | 64.16     | 801    | Recorde da temporada | 7609            | 11            |
| 8    | A     | Sven Roosen           | NED Países Baixos  | 63.72 | x     | -     | 63.72     | 794    |                      | 7786            | 5             |
| 9    | A     | Ken Mullings          | BAH Bahamas        | 57.62 | 59.83 | x     | 59.83     | 735    | Recorde pessoal      | 7642            | 10            |
| 10   | A     | Sander Skotheim       | NOR Noruega        | 59.36 | x     | 59.79 | 59.79     | 735    |                      | 7061            | 18            |
| 11   | A     | Johannes Erm          | EST Estônia        | 47.64 | 54.63 | 59.58 | 59.58     | 732    |                      | 7755            | 7             |
| 12   | A     | Daniel Golubovic      | AUS Austrália      | 57.08 | 56.69 | 59.33 | 59.33     | 728    |                      | 6880            | 19            |
| 13   | A     | Till Steinforth       | GER Alemanha       | 58.65 | 59.14 | x     | 59.14     | 725    |                      | 7524            | 15            |
| 14   | A     | Jorge Ureña           | ESP Espanha        | 57.93 | 57.91 | x     | 57.93     | 707    | Recorde da temporada | 6429            | 20            |
| 15   | B     | Rik Taam              | NED Países Baixos  | 57.08 | x     | r     | 57.08     | 694    | Recorde da temporada | 7267            | 17            |
| 16   | B     | Zachery Ziemek        | USA Estados Unidos | 57.05 | 56.09 | x     | 57.05     | 694    |                      | 7383            | 16            |
| 17   | B     | Leo Neugebauer        | GER Alemanha       | 54.74 | 56.64 | 55.38 | 56.64     | 687    |                      | 8097            | 2             |
| 18   | A     | Makenson Gletty       | FRA França         | x     | 51.57 | 53.02 | 53.02     | 633    |                      | 7601            | 12            |
| 19   | A     | Ayden Owens-Delerme   | PUR Porto Rico     | 51.17 | 51.11 | x     | 51.17     | 606    |                      | 7759            | 6             |
| 20   | B     | Harrison Williams     | USA Estados Unidos | 47.83 | 51.17 | 49.38 | 51.17     | 606    |                      | 7724            | 9             |
|      | A     | Damian Warner         | CAN Canadá         |       |       |       | DNS       |        |                      | DNF             | DNS           |

### 1500 metros
Os seguintes resultados foram estabelecidos na quinta prova do segundo dia:
| Pos. | Atleta                | CON                | Tempo   | Pontos | Notas                | Pontuação geral | Posição geral |
| ---- | --------------------- | ------------------ | ------- | ------ | -------------------- | --------------- | ------------- |
| 1    | Niklas Kaul           | GER Alemanha       | 4:15.00 | 846    | Recorde da temporada | 8445            | 8             |
| 2    | Sven Roosen           | NED Países Baixos  | 4:18.55 | 821    | Recorde da temporada | 8607            | 4             |
| 3    | Harrison Williams     | USA Estados Unidos | 4:19.58 | 814    | Recorde pessoal      | 8538            | 7             |
| 4    | Johannes Erm          | EST Estônia        | 4:19.71 | 814    | Recorde pessoal      | 8569            | 6             |
| 5    | Rik Taam              | NED Países Baixos  | 4:24.82 | 779    | Recorde da temporada | 8046            | 16            |
| 6    | Janek Õiglane         | EST Estônia        | 4:25.59 | 774    | Recorde da temporada | 8572            | 5             |
| 7    | Karel Tilga           | EST Estônia        | 4:26.41 | 768    | Recorde da temporada | 8377            | 11            |
| 8    | Makenson Gletty       | FRA França         | 4:35.58 | 708    |                      | 8309            | 12            |
| 9    | Sander Skotheim       | NOR Noruega        | 4:37.49 | 696    |                      | 7757            | 18            |
| 10   | Daniel Golubovic      | AUS Austrália      | 4:39.02 | 686    |                      | 7566            | 19            |
| 11   | Markus Rooth          | NOR Noruega        | 4:39.56 | 683    | Recorde da temporada | 8796            | 1             |
| 12   | Ayden Owens-Delerme   | PUR Porto Rico     | 4:40.39 | 678    | Recorde da temporada | 8437            | 9             |
| 13   | Heath Baldwin         | USA Estados Unidos | 4:40.67 | 676    |                      | 8422            | 10            |
| 14   | Jorge Ureña           | ESP Espanha        | 4:42.18 | 667    |                      | 7096            | 20            |
| 15   | Lindon Victor         | GRN Granada        | 4:43.53 | 658    | Recorde da temporada | 8711            | 3             |
| 16   | Leo Neugebauer        | GER Alemanha       | 4:44.67 | 651    |                      | 8748            | 2             |
| 17   | Till Steinforth       | GER Alemanha       | 4:45.43 | 646    |                      | 8170            | 15            |
| 18   | José Fernando Santana | BRA Brasil         | 4:49.73 | 620    | Recorde da temporada | 8213            | 14            |
| 19   | Zachery Ziemek        | USA Estados Unidos | 4:53.17 | 600    | Recorde da temporada | 7983            | 17            |
| 20   | Ken Mullings          | BAH Bahamas        | 4:55.84 | 584    | Recorde da temporada | 8226            | 13            |

## Classificação geral
Os três atletas com as maiores pontuações após as dez provas conquistam as medalhas.
Legenda
      Marca mais alta do evento
| Pos.              | Atleta                | CON                | PG   | 100 m      | SD        | AP        | SA       | 400 m      | 110 B      | LDi       | SV        | LDa        | 1500 m      |
| ----------------- | --------------------- | ------------------ | ---- | ---------- | --------- | --------- | -------- | ---------- | ---------- | --------- | --------- | ---------- | ----------- |
| Medalha de ouro   | Markus Rooth          | NOR Noruega        | 8796 | 926 10.71  | 1010 7.80 | 805 15.25 | 794 1.99 | 924 47.69  | 942 14.25  | 866 49.80 | 1004 5.30 | 842 66.87  | 683 4:39.56 |
| Medalha de prata  | Leo Neugebauer        | GER Alemanha       | 8748 | 935 10.67  | 1056 7.98 | 885 16.55 | 850 2.05 | 924 47.69  | 910 14.51  | 940 53.33 | 910 5.00  | 687 56.64  | 651 4:44.67 |
| Medalha de bronze | Lindon Victor         | GRN Granada        | 8711 | 961 10.56  | 930 7.48  | 833 15.71 | 822 2.02 | 917 47.84  | 896 14.62  | 952 53.91 | 880 4.90  | 862 68.22  | 658 4:43.53 |
| 4                 | Sven Roosen           | NED Países Baixos  | 8607 | 970 10.52  | 950 7.56  | 796 15.10 | 687 1.87 | 988 46.40  | 976 13.99  | 806 46.88 | 819 4.70  | 794 63.72  | 821 4:18.55 |
| 5                 | Janek Õiglane         | EST Estônia        | 8572 | 885 10.89  | 874 7.25  | 764 14.58 | 794 1.99 | 908 48.02  | 917 14.45  | 734 43.49 | 1004 5.30 | 918 71.89  | 774 4:25.59 |
| 6                 | Johannes Erm          | EST Estônia        | 8569 | 942 10.64  | 975 7.66  | 766 14.61 | 878 2.08 | 949 47.19  | 930 14.35  | 793 46.92 | 790 4.60  | 732 59.58  | 814 4:19.71 |
| 7                 | Harrison Williams     | USA Estados Unidos | 8538 | 947 10.62  | 915 7.42  | 830 15.66 | 767 1.96 | 973 46.71  | 939 14.28  | 806 46.91 | 941 5.10  | 606 51.17  | 814 4:19.58 |
| 8                 | Niklas Kaul           | GER Alemanha       | 8445 | 786 11.34  | 835 7.09  | 743 14.24 | 822 2.02 | 855 49.13  | 907 14.53  | 793 46.28 | 849 4.80  | 1009 77.78 | 846 4:15.00 |
| 9                 | Ayden Owens-Delerme   | PUR Porto Rico     | 8437 | 1011 10.35 | 975 7.66  | 800 15.17 | 822 2.02 | 1000 46.17 | 963 14.09  | 733 43.36 | 849 4.80  | 606 51.17  | 678 4:40.39 |
| 10                | Heath Baldwin         | USA Estados Unidos | 8422 | 881 10.91  | 905 7.38  | 758 14.48 | 963 2.17 | 859 49.04  | 969 14.04  | 739 43.66 | 819 4.70  | 853 67.59  | 676 4:40.67 |
| 11                | Karel Tilga           | EST Estônia        | 8377 | 858 11.01  | 852 7.16  | 844 15.88 | 794 1.99 | 877 48.67  | 891 14.66  | 873 50.13 | 819 4.70  | 801 64.16  | 768 4:26.41 |
| 12                | Makenson Gletty       | FRA França         | 8309 | 924 10.72  | 838 7.10  | 891 16.64 | 794 1.99 | 934 47.48  | 980 13.96  | 788 46.03 | 819 4.70  | 633 53.02  | 708 4:35.58 |
| 13                | Ken Mullings          | BAH Bahamas        | 8226 | 952 10.60  | 900 7.36  | 740 14.19 | 822 2.02 | 841 49.43  | 1014 13.70 | 789 46.07 | 849 4.80  | 735 59.83  | 584 4:55.84 |
| 14                | José Fernando Santana | BRA Brasil         | 8213 | 938 10.66  | 871 7.24  | 727 13.97 | 740 1.93 | 872 48.78  | 975 14.00  | 723 42.86 | 849 4.80  | 898 70.58  | 620 4:49.73 |
| 15                | Till Steinforth       | GER Alemanha       | 8170 | 970 10.52  | 962 7.61  | 726 13.96 | 767 1.96 | 911 47.96  | 927 14.37  | 717 42.59 | 819 4.70  | 725 59.14  | 646 4:45.43 |
| 16                | Rik Taam              | NED Países Baixos  | 8046 | 942 10.64  | 878 7.27  | 745 14.27 | 740 1.93 | 922 47.73  | 876 14.78  | 651 39.31 | 819 4.70  | 694 57.08  | 779 4:24.82 |
| 17                | Zachery Ziemek        | USA Estados Unidos | 7983 | 952 10.60  | 781 6.86  | 792 15.03 | 767 1.96 | 779 50.79  | 836 15.11  | 872 50.08 | 910 5.00  | 694 57.05  | 600 4:53.17 |
| 18                | Sander Skotheim       | NOR Noruega        | 7757 | 910 10.78  | 1068 8.03 | 747 14.31 | 906 2.11 | 957 47.02  | 955 14.15  | 783 45.77 | 0 NM      | 735 59.79  | 696 4:37.49 |
| 19                | Daniel Golubovic      | AUS Austrália      | 7566 | 791 11.32  | 720 6.60  | 722 13.89 | 740 1.93 | 798 50.37  | 831 15.15  | 760 44.65 | 790 4.60  | 728 59.33  | 686 4:39.02 |
| 20                | Jorge Ureña           | ESP Espanha        | 7096 | 890 10.87  | 826 7.05  | 714 13.77 | 767 1.96 | 905 48.08  | 937 14.29  | 683 40.92 | 0 NM      | 707 57.93  | 667 4:42.18 |
| —                 | Damian Warner         | CAN Canadá         | DNF  | 1035 10.25 | 1010 7.80 | 756 14.45 | 822 2.02 | 941 47.34  | 1024 13.62 | 843 48.68 | 0 NM      | DNS        |             |
| —                 | Ashley Moloney        | AUS Austrália      | DNF  | 961 10.56  | 826 7.05  | 692 13.40 | DNS      |            |            |           |           |            |             |

Legenda
| Recorde mundial      | Recorde mundial (World record)               |                       | Recorde africano                      | Recorde africano (African) |                                           | Q | Classificado por posição (Qualified) |
| Recorde olímpico     | Recorde olímpico (Olympic record)            | Recorde da América    | Recorde da América (Americas)         | q                          | Classificado por melhor tempo (Qualified) |   |                                      |
| Melhor marca do ano  | Melhor marca do ano (World leading)          | Recorde asiático      | Recorde asiático (Asian)              | DNS                        | Não largou (Did not start)                |   |                                      |
| Recorde nacional     | Recorde nacional (National record)           | Recorde europeu       | Recorde europeu (European)            | DNF                        | Não terminou (Did not finish)             |   |                                      |
| Recorde pessoal      | Recorde pessoal do atleta (Personal best)    | Recorde da Oceania    | Recorde da Oceania (Oceania)          | DSQ / DQ                   | Desclassificado (Disqualified)            |   |                                      |
| Recorde da temporada | Recorde da temporada do atleta (Season best) | Recorde sul-americano | Recorde sul-americano (South America) | NM                         | Sem marca (No mark)                       |   |                                      |